# Diafounou Diongaga
Pour les articles homonymes, voir Diafounou.
Diafounou Diongaga est une commune rurale malienne, située pays dans le Diafounous, de l'arrondissement de Tambacara, dans le cercle de Yélimané, dans la région de Kayes, elle a pour chef-lieu la localité de Diongaga.

## Géographie
La localité de Diongaga est située sur la route nationale RN 23 (axe Kayes-Yélimané) à 39 km à l'ouest du chef-lieu de cercle Yélimané. La commune rurale est frontalière de la Mauritanie au nord.
|          | Tenaha             |                |
| Koussané | Diafounou Diongaga | Diafounou Gory |
|          | Konsiga            | Marékhaffo     |

## Villages
La commune s'étend sur 7 localités relevées lors du recensement général de 2009. 
Les villages les plus peuplés sont :
- Diongaga (7 006 habitants) ;
- Guinanourou (735 habitants) ;
- Salaka (637 habitants).

En 2023, la loi 2023-007 attribue à la commune 8 villages, fractions ou quartiers.
- Diongaga
- Guinangourou
- Salaka
- Guémou
- Kardidi
- Niagnéla
- Sorfa Béréla
- Tanaha A Dian